# Carter Bryant
 (juillet 2025).
Si vous disposez d'ouvrages ou d'articles de référence ou si vous connaissez des sites web de qualité traitant du thème abordé ici, merci de compléter l'article en donnant les références utiles à sa vérifiabilité et en les liant à la section « Notes et références ».
Carter Dayne Bryant, né le 26 novembre 2005 à Riverside en Californie, est un joueur américain de basket-ball évoluant aux postes d'ailier et d'ailier fort. Il mesure 2,00 m.

## Biographie

### NBA
Carter Bryant est sélectionné en quatorzième position par les Spurs de San Antonio lors de la draft 2025 de la NBA.

## Statistiques

### Universitaires
| Saison    | Équipe  | Matchs | Titul. | Min./m | % Tir | % 3pts | % LF | Rbds/m. | Pass/m. | Int/m. | Ctr/m. | Pts/m. |
| --------- | ------- | ------ | ------ | ------ | ----- | ------ | ---- | ------- | ------- | ------ | ------ | ------ |
| 2024-2025 | Arizona | 37     | 5      | 19.3   | .460  | .371   | .695 | 4.1     | 1.0     | .9     | 1.0    | 6.5    |

## Palmarès et distinctions individuelles

### Autres
- McDonald's All-American (2024)
- Jordan Brand Classic (2024)